# Thiaméthoxame
Le thiaméthoxame ou thiamétoxam (ISO) est une molécule chimique de la famille des néonicotinoïdes  (une famille d'insecticides neurotoxique pour les invertébrés, tout comme la clothianidine et l'imidaclopride).  Il est utilisé comme pesticide (insecticide systémique) en agriculture. Uniquement fabriqué par le groupe agrochimique Syngenta et vendu sous le nom de Cruiser et Actara ; il est abondamment utilisé en agriculture intensive comme produit phytosanitaire ciblant les insectes suceurs de sève ou consommant les plantes cultivées.
Aux doses de toxicité aiguë, ce composé bloque le système nerveux central, ce qui conduit à une paralysie puis à la mort de l'insecte et d'autres invertébrés tels que les arthropodes phytophages ou pollinisateurs. Aux doses de toxicité subaiguës, il modifie le comportement de l'abeille. Il est accusé de participer au phénomène de régression de certaines espèces pollinisatrices ; en particulier des abeilles à miel,, ou d'autres invertébrés utiles, avec des preuves scientifiques concordantes, à l'inverse des données du fabricant (Pilling et al. 2014). Son principal métabolite (la clothianidine, par ailleurs commercialisée par Bayer CropScience) est également très toxique et tout aussi défendu par son fabricant (Fairbrother et al. 2014).
Fin 2014, une méta-analyse à l'échelle mondiale, menée par Jean-Marc Bonmatin (CNRS) et basée sur l'examen de toute la littérature existante concernant les néonicotinoïdes et le fipronil, a été publiée par 29 chercheurs indépendants sous la forme d'un numéro spécial dans Environmental Science and Pollution Research (Bijleveld van Lexmond et al. 2014). Ce groupement de chercheurs de la Task Force on Systemic Pesticides a publié 8 articles scientifiques consécutifs concluant à un impact élevé pour les pollinisateurs, invertébrés du sol, invertébrés aquatiques et vertébrés non cibles (Van der Sluijs et al. 2014).
En 2013, le thiaméthoxam, la clothianidine et l'imidaclopride ont été suspendus partiellement par décision de la Commission européenne à la suite de l'avis scientifique de l'Autorité européenne de sécurité des aliments (AESA) et interdit depuis 2018 en France.

## Caractéristiques physico-chimiques
- Bonne stabilité chimique (difficilement métabolisé par la plante)
- Produit systémique : grâce à une excellente solubilité, il percole dans les feuilles et est transporté par la sève dans tous les organes de la plante où il peut alors affecter les insectes ; par ingestion ou par simple contact.
- Toxicité extrême et non-sélective : à très faible dose pour tous les insectes et de nombreux invertébrés
- Persistance élevée d'action dans la plante (il circule dans toutes les parties de la plante pendant son cycle de végétation.)

## Histoire industrielle
Le thiaméthoxame est une molécule dont l'usage a été développé par Syngenta. Un conflit de brevet a opposé Syngenta au groupe Bayer qui disposait déjà des brevets couvrant les autres néonicotinoïdes dont l'imidaclopride et la clothianidine. En 2002, ce différend a été réglé par le versement par Syngenta à Bayer de 120 millions de dollars en échange du droit de vente du thiaméthoxam dans le monde entier.

## Utilisation
Le thiaméthoxam entre dans la composition du Cruiser et de l'Actara, tous deux produit phytosanitaire (insecticide neurotoxique) produits par Syngenta et utilisé dans le cadre de la lutte contre les taupins et les pucerons. Il est aussi utilisé contre les thrips, les coléoptères phytophages, les myriapodes, les tenthrèdes, les mineuses des feuilles ou foreurs de tiges ou encore contre les termites.
C'est un insecticide principalement utilisé en enrobage de semences de maïs et de colza.
Sous forme d'Actara 25WG, il est aussi pulvérisé sur les arbres fruitiers (fruits à pépins), par exemple contre le charançon de la prune, la mineuse marbrée, le puceron rose du pommier, la psylle du poirier et la punaise de la molène.

## Réglementation
Le thiaméthoxame a été inscrit sur l’Annexe I de la Directive 91/414/CEE en 2007. Il est interdit sur certaines cultures en Europe, ainsi que deux autres substances (imidaclopride et clothianidine) pour une durée de deux ans à partir du 1er décembre 2013, en raison de leur probable responsabilité dans la mortalité des abeilles et autres pollinisateurs.
Il est interdit depuis le 1er septembre 2018 pour les cultures en plein champs selon le décret n° 2018-675 du 30 juillet 2018.

## Toxicologie, écotoxicologie
Aux doses de toxicité aiguë, ce composé bloque le transfert d'électrons entre cellules nerveuses, ce qui conduit à une paralysie puis à la mort de l'insecte.
Selon le fabricant, le thiaméthoxam, quand il est utilisé conformément à la réglementation et à l'étiquetage, est une substance modérément toxique : sans risques inacceptables. Sous le seuil de toxicité aiguë, notamment en cas d'exposition chronique, et en particulier pour l'abeille domestique ; il est soupçonné de provoquer des modifications de comportementales dangereuses pour la survie de l'animal.
Le thiamétoxam est étiqueté comme poison. Il est nocif pour tous les insectes, dont pour les coccinelles qui peuvent indirectement l'absorber en consommant des pucerons en contenant. Il est également toxique pour les abeilles. Son mode d'action le rend a priori nocif pour d'autres organismes invertébrés vivant dans l'eau et le sol. On a d'abord pensé que les abeilles et pollinisateurs y seraient peu exposés, mais les papillons y sont mortellement exposés à l'état de larve (chenille) si ces dernières consomment des plantes traitées ou poussant sur un sol traité, et les papillons adultes (sauf quelques espèces qui ne se nourrissent pas à l'état adulte), ainsi que les abeilles domestiques ouvrières qui sont chroniquement exposées à de faibles doses de ce produit lors de leur alimentation, car une faible partie des molécules de thiaméthoxam migre dans la plante jusque dans les pollens et les nectars. De plus on a montré en 2012 que le thaméthoxam peut aussi indirectement contaminer, à faibles doses, des plantes sauvages à proximité des zones qui en ont reçu.
La molécule active peut ainsi atteindre les insectes butineurs. Ensuite les ouvrières peuvent régurgiter de la nourriture et en contaminer d'autres, ou contaminer les larves via leur nourriture. Pour cette raison, parmi d'autres pesticides de cette famille, elle a été mise en cause dans les phénomènes de « désorientation », de dépression immunitaire, d'augmentation de la charge parasitaire, de perte de capacité de mémorisation ou apprentissage et in fine de surmortalité des abeilles et d'autres apidés ou insectes en voie de régression (bourdons, papillons, coléoptères...).
« Durant le printemps, des niveaux extrêmement élevés de la clothianidine et le thiamethoxam sont émis lors du semis de semences de maïs enrobées ». Une étude de l'Université de Purdue a récemment (2012) montré que plusieurs voies indirectes de contamination des abeilles existent dont pour les néonicotinoïdes. Une des surprises de l'étude est que ces molécules (relativement stables) ont été retrouvées dans le sol de tous les champs échantillonnés lors de l'étude, y compris dans les champs non ensemencés avec des graines traitées. Ainsi, les pissenlits poussant en bordure de ces champs ou à proximité contenaient aussi des néonicotinoïdes. Et ils étaient visités par les abeilles butineuses (lesquelles prospectent une large zone, jusqu'à 7 km de la ruche). On ignore encore si la contamination de ces pissenlits provient de particules de thiaméthoxame aéroportées (retombés sur les fleurs et/ou feuilles, éventuellement mieux captés via la rosée), ou si la contamination des pissenlits s'est faite par l'eau du sol ou des résidus intégrés au sol, puis absorbés par la plante au travers des racines et de la sève... Il s'agit d'une source d'exposition qui n'avait pas été prise en compte dans les études de risque.
La stabilité de la molécule laisse craindre une accumulation progressive du produit dans l'environnement et une diffusion de plus en plus large hors des seuls champs ayant reçu des graines pré-traitées ou des vergers ayant reçu des pulvérisations.
De plus, les abeilles sont aussi exposées à des métabolites et d'autres insecticides (ex : clothianidine, de la même famille que l'imidaclopride, qui est à la fois un métabolite du premier, et autorisé dérogatoirement comme matière active insecticide « au semis en application dans le sillon au moyen d'un micro-granulateur » pour le maïs en France en 2011, à la dose recommandée de « 7 kg par hectare ») et aussi retrouvé dans les abeilles mortes recueillies près des entrées de la ruche lors d'échantillonnage de printemps). Ce produit qui est aussi un métabolite du Thiaméthoxame est très persistant (il faut 545 jours pour que la moitié du produit soit dégradé en autres molécules).
On ignore encore si l'exposition des abeilles à ces neurotoxiques était orale et liée à la consommation de pollen et/ou de nectar, ou si elle provient de contact avec le sol ou des poussières contaminées par le matériel et les opérations de semis de graines enrobées, ou via les gouttes de rosée, de restes d'eau de pluie ou d'eau d'irrigation où l'abeille peut s'abreuver.
De plus, les abeilles sont exposées à d'éventuelles synergies entre pesticides, ou entre pesticides et leurs métabolites, ou entre métabolites ou entre ces produits et d'autres polluants de l'environnement (ozone, NO3, Nox par exemple) ; phénomènes complexes encore peu étudiés.

### Évaluation du risque
Les méthodes d'évaluation du risque ont récemment progressé.
En 2007, l'AFSSA, a considéré que la limite de non-observation de mortalité chez l'abeille était de 1.8 nanogrammes/abeille pour une exposition de 10 jours, mais que des doses de 5 nanogrammes/abeille perturbent le retour à la ruche. Selon le mode d'épandage les concentrations de thiaméthoxame dans les pollens de mais récolté par les abeilles peuvent atteindre 4.8 nanogrammes/g. Une étude de 2012 simulant des conditions réelles a montré que la mortalité par égarement des butineuses augmentait jusqu'à 300% si ces dernières entraient en contact du Thiaméthoxame.
L'AFSSA a considéré ce risque comme acceptable pour une application en enrobage de semence de maïs, tout en recommandant d'éloigner les ruches à une distance de 3 kilomètres des cultures traitées ou de cultures suivantes et susceptibles de contenir des résidus de thiaméthoxam.
Le thiaméthoxam a été autorisé pour le maïs (sous le nom commercial « Cruiser »), ce que déplore l'Union nationale de l'apiculture française, mais il est interdit de planter une culture mellifère sur la même parcelle l'année suivante (tournesol, colza, etc.). 

Le Conseil d'État a annulé son autorisation de mise sur le marché en février 2011. Après quoi le gouvernement a autorisé une nouvelle forme de pesticide Cruiser.
En laboratoire, et au-delà d'une certaine dose, ce produit affecte le foie, les reins et le système nerveux central et périphérique des animaux qui y sont exposés. 

Chez des femelles gestantes, il provoque « des effets chez les petits à des doses qui ne causent pas d’effets chez la mère ». 

Actara 25WG est irritant pour les yeux et la peau des animaux testés.
De nouveaux moyens d'évaluer l'écotoxicité « sublétale » des insecticides pour les insectes « bénéfiques » dont pollinisateurs tels que l'abeille Apis mellifera ont été mis au point, en complément des lignes directrices concernant la mortalité des abeilles.
En 2012, une étude fondée sur des méthodes de conditionnement olfactif et de suivi automatisé abeille par abeille (identification par radiofréquence RFID et détecteurs d'entrées/sortie dans la ruche) avec utilisation d'une source de nourriture artificielle, ont permis d'améliorer l'étude de l'influence d'insecticides sur l'action de quête de nourriture et la capacité de ralliement, qui exigeaient autrefois un long temps d'observation visuelle. 

Ces méthodes ont permis de tester les effets de l'imidaclopride (0,15 à 6 ng/abeille) et de la clothianidine (0,05 à 2 ng/abeille) pour lesquels aucun effet n'est observé dans le champ, mais qui ont, selon les nouvelles méthodes d'observation, un effet de réduction significative de l'activité de quête de nourriture et de vols dès 0,5 ng/abeille pour la clothianidine et à partir de 1,5 ng/abeille pour l'imidaclopride, dans les trois premières heures après le contact (par voie orale, via une source artificielle de nourriture dans ce cas) avec le produit.

### Perturbation comportementale et surmortalité des abeilles
Ce produit a été retrouvé à des taux parfois significatifs dans le pollen ramené par les abeilles à la ruche et dans des analyses de miel. Une contribution au phénomène de désorientation, et de surmortalités de nombreuses espèces d'abeilles et apidés dans le monde est soupçonnée depuis les années 1990 pour le thaméthoxame, mais aussi pour d'autres néonicotinoïdes. Ces produits n'étant toutefois selon les données disponibles (en 2012) que l'une des causes du syndrome d'effondrement des colonies d'abeilles qui semble avoir une explication multifactorielle.
En Allemagne, à la suite de la mise en cause des néonicotinoïdes dans la mortalité des abeilles, l'emploi du thiaméthoxame est soumis à restrictions : son autorisation de mise sur le marché a d'abord été suspendue, puis remise en vigueur pour certaines cultures seulement.
En mars 2012, la revue Science a publié deux nouvelles études évoquant à nouveau un lien entre deux néonicotinoïdes, dont le thiaméthoxame, (l'autre étant l'imidaclopride, au nom commercial : Gaucho) et le syndrome d'effondrement des colonies d'abeilles et le déclin d'autres pollinisateurs comme le bourdon,.
En France, au vu de ces données nouvelles, mais alors que le producteur Syngenta affirme que l'étude sur le thiaméthoxam « innovante et intéressante » contient des biais expérimentaux, avec un protocole selon lui « fortement éloigné de la réalité » Le ministère de l'agriculture a annoncé avoir saisi l'ANSES (Agence nationale de sécurité sanitaire de l'alimentation, de l'environnement et du travail) pour un avis sur cette étude (avant le 31 mai 2012). Le ministère a aussi lancé une procédure de réévaluation de l'autorisation de mise sur le marché du Cruiser OSR », tout en demandant aussi à l'INRA et à l'Acta « d'accélérer les recherches en plein champ pour évaluer si les éléments de cette expérimentation se retrouvent en conditions réelles ». Les conclusions de l'ANSES parues le 31 mai 2012, impliquent que le traitement des plantes nectarifères à l'aide du thiamethoxame peut poser problème, tout en réservant son avis sur une quelconque interdiction de la molécule, et incitant à la poursuite des études sur les insecticides et leurs effets sur les abeilles. Le ministre « saisit également la Commission européenne et l'Autorité européenne de sécurité des aliments (Efsa) de cette étude. Il demande d'en tirer toutes les conséquences pour l'évaluation européenne du thiaméthoxam et, le cas échéant, de compléter le cadre harmonisé de l'évaluation des produits phytosanitaires pour les abeilles ».
En juin 2012, le ministre français de l'Agriculture Stéphane Le Foll, prononce l'interdiction définitive du pesticide Cruiser OSR,. Le gouvernement suisse fait par contre savoir qu'il suspend toute décision sur le sujet au résultat de recherches ad hoc entreprises par l'Office fédéral de l'agriculture (OFAG).

## Métabolites & produits de dégradation
Il ne semble pas métabolisé dans la plante, mais peut l'être chez certains organismes et dans les sols ou les sédiments.
Par exemple, un métabolite de thiaméthoxame trouvé dans le sol est la clothianidine.

## Interdiction en France
Cette molécule est interdite en France depuis le 1er septembre 2018.
Les 5 néonicotinoïdes interdits sont l’acétamipride, le clothianidine, l’imidaclopride, le thiaclopride et le thiaméthoxame.

### Article  connexe
- Imidaclopride